# Oceanische kampioenschappen wielrennen 2024 – Individuele tijdrit vrouwen beloften
De individuele tijdrit voor vrouwen beloften op de Oceanische kampioenschappen wielrennen 2024 werd gehouden op 13 april. De zeven deelneemsters moesten een parcours van 20,2 kilometer in en rond Mount Walker afleggen. De Australische Sophia Sammons won, voor Talia Appleton en Haylee Fuller. Sammons' tijd was sneller dan die van Katelyn Nicholson, die later op de dag en op hetzelfde parcours de zilveren medaille veroverde bij de elitevrouwen.

## Uitslag
| Plaats | Naam           | Tijd       |
| ------ | -------------- | ---------- |
| Goud   | Sophia Sammons | 29'17,79"  |
| Zilver | Talia Appleton | + 21,99"   |
| Brons  | Haylee Fuller  | + 42,73"   |
| 4      | Alana Hribar   | + 2'08,68" |
| 5      | Imogen Francis | + 2'10,95" |
| 6      | Maia Barclay   | + 2'29,74" |
| 7      | Mia Williams   | + 2'41,65" |